# Pasul Pângărați
Pasul Pângărați (cunoscut anterior ca și Pasul Bicaz) este o trecătoare din Carpații Orientali localizată la o altitudine de 1256 m și aflată la limita dintre Munții Hășmaș - la sud, și Munții Giurgeu - la nord, în județul Harghita.

## Rol
Pasul asigură legătura dintre Depresiunea Giurgeu și valea Bistriței, peste culmile estice ale Carpaților Orientali.
Șoseaua care traversează pasul, DN12C, face legatura între orașele Gheorgheni și Bicaz, traseul său de 58 km trecând prin Lacu Roșu și Cheile Bicazului.

## Caracteristici
La sud de trecătoare se găsește vârful Pângărați (1364 m), iar la nord de aceasta vârfurile Danturașul Mic (1378 m) și Danturașul Mare (1627 m).
Cea mai apropiată stație de cale ferată se află la Gheorgheni.
În apropiere se găsesc pasurile Covaci Peter (la sud) și Țengheler (la nord-vest). Ceva mai departe este Pasul Fagului (la sud-est), cel mai îndepărtat fiind Petru Vodă (spre est).

## Oportunități turistice de vecinătate
- Lacu Roșu
- Cheile Bicazului
- Parcul Național Cheile Bicazului - Hășmaș
- Castelul Lázár
- Biserica Preasfânta Inimă a lui Isus din Ditrău
- Peștera Șugău